# Jean-Yves Valentini
Pour les articles homonymes, voir Valentini.
Jean-Yves Valentini, né le 27 mai 1950 et mort lors d’un accident de moto le 2 août 2012, est un footballeur international suisse. 
Il met fin à sa carrière en 1985 après 368 matches de LNA entre 1968 et 1985, et huit sélections en équipe nationale.

## Biographie

### En sélection
- 8 sélections
- Première sélection : Suisse-Écosse 1-0, le 22 juin 1973 à Berne
- Dernière sélection : Hongrie- Suisse 1-0, le 4 décembre 1974 à Szolnok

## Palmarès
- Champion de Suisse en 1979 avec le Servette FC
- Vainqueur de la Coupe de Suisse en 1974, 1980 et 1982 avec le FC Sion
- Vainqueur de la Coupe de Suisse en 1978 et 1979 avec le Servette FC